# Qi Hu
Qi Hu är en sjö i Kina. Den ligger i provinsen Jiangxi, i den sydöstra delen av landet, omkring 100 kilometer nordost om provinshuvudstaden Nanchang. Qi Hu ligger 10 meter över havet. Arean är 9,0 kvadratkilometer. Trakten runt Qi Hu består till största delen av jordbruksmark. Den sträcker sig 3,6 kilometer i nord-sydlig riktning, och 4,4 kilometer i öst-västlig riktning.
Genomsnittlig årsnederbörd är 2 232 millimeter. Den regnigaste månaden är juni, med i genomsnitt 350 mm nederbörd, och den torraste är oktober, med 55 mm nederbörd.